# 가재마을 세종현대엠코타운 5단지 아파트
가재마을 세종현대엠코타운 5단지 아파트(영어: Gajae Maeul Sejong Hyeondae Emcotown 5 Apartments)은 대한민국 세종특별자치시 도움1로 105 (종촌동 690)에 위치한 아파트이다. 2012년에 착공하여 2014년에 완공하였고 총 29개동이 있다.

## 같이 보기
- 세종특별자치시의 마천루 목록